# Consorophylax piemontanus
Consorophylax piemontanus là một loài Trichoptera trong họ Limnephilidae. Chúng phân bố ở miền Cổ bắc.